# Cung điện Chính phủ (Mông Cổ)
Cung điện Chính phủ (Tiếng Mông Cổ: Засгын газрын ордон; Zasgiin gazriin Ordon) là tòa nhà trực thuộc Chính phủ Mông Cổ và Quốc hội Mông Cổ nằm ở phía bắc của Quảng trường Sükhbaatar Square ở Ulaanbaatar, thủ đô của Mông Cổ. Cung điện chứa các cơ quan nhà nước khác nhau như văn phòng Quốc hội, văn phòng của Tổng thống và văn phòng Thủ tướng Chính phủ. Cung điện còn có tên gọi khác là Saaral Ordon hay Cung điện Xám theo ngôn ngữ Mông Cổ do nó đã được sơn màu trắng vào năm 2007.

## Lịch sử

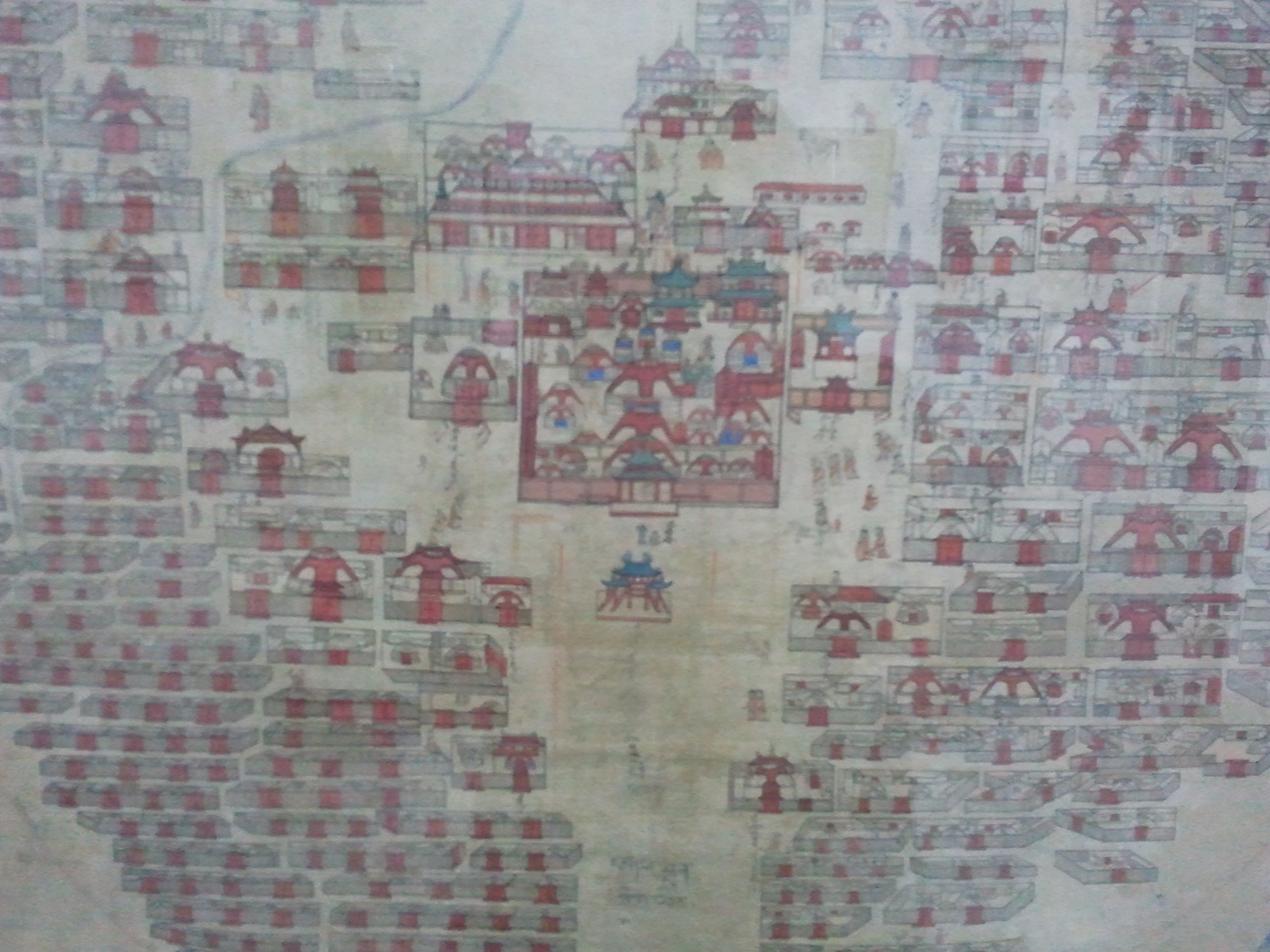
Bức tranh thế kỉ XIX của Ikh Khüree

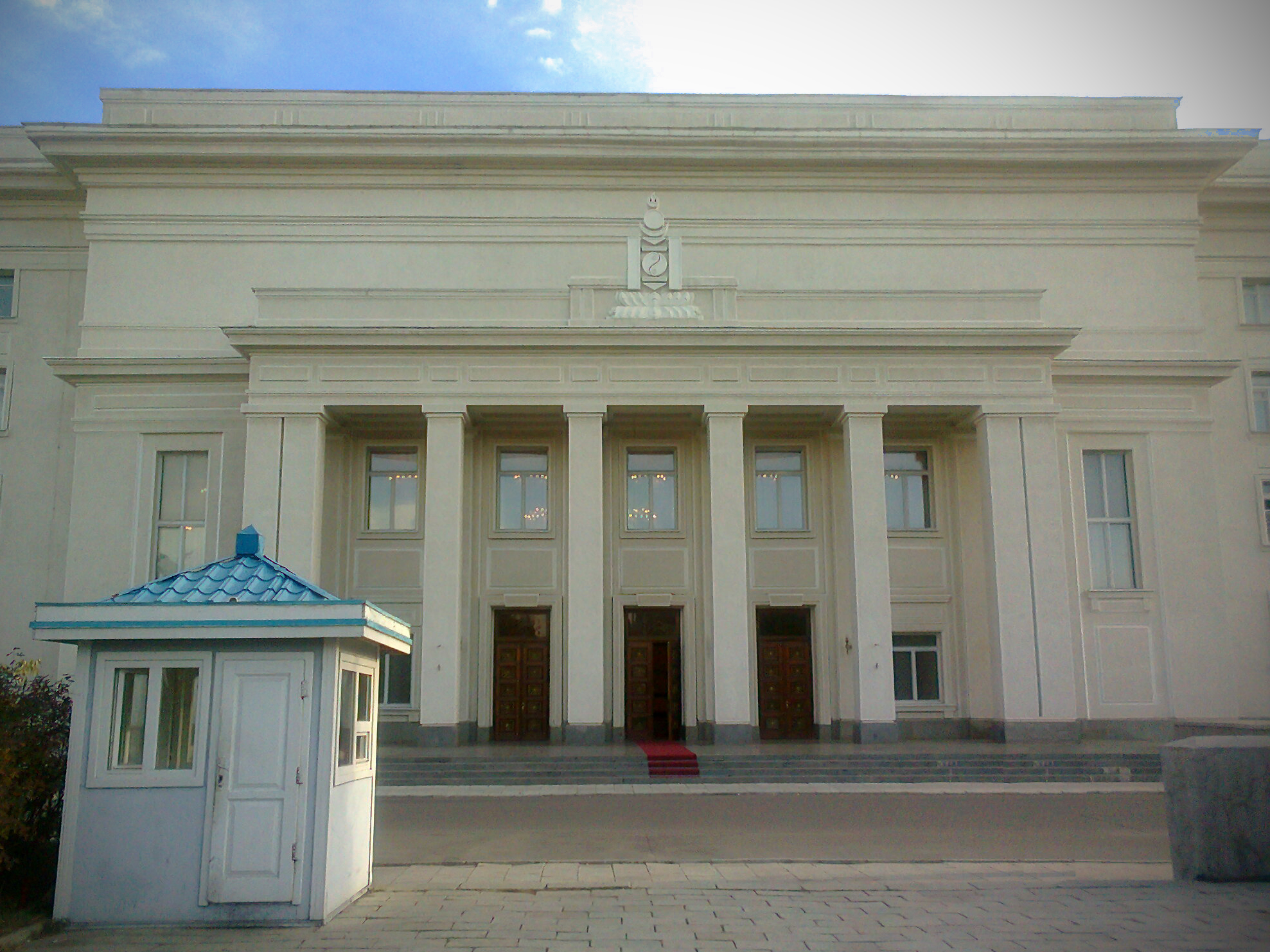
Lối vào chính của Cung điện (phía Bắc)

Diện tích ngày nay của Cung điện Chính phủ và Quảng trường Sükhbaatar phần lớn bị chiếm đóng bởi tu viện Ikh Khüree, khu phức hợp đền tôn giáo trung tâm của thành phố vào đến đầu thế kỷ 20. Tu viện này được thành lập vào năm 1639 và đã thay đổi vị trí gần ba mươi lần trước khi cuối cùng được xây tại Ulaanbaatar vào năm 1855. Nó nổi tiếng với giáo dục tu viện cấp cao, mười trường tu viện, nhiều ngôi chùa. 
Sau cuộc Cách mạng Mông Cổ năm 1921, rác thải đã được dọn dẹp và một Nhà hát Xanh được xây dựng trên khu đất này vào năm 1926. Tu viện Ikh Khüree liền kề đã bị phá hủy hoàn toàn bởi chế độ cộng sản của đất nước trong những năm 1930 được xem như là một phần của các cuộc phá hủy quy mô lớn các công trình Phật giáo, Nhà thờ. Nhà hát Xanh bị đốt cháy bất ngờ vào năm 1949. 
Sau khi Nhà hát Xanh bị phá hủy, Choibalsan đã ra lệnh xây dựng Cung điện Chính phủ vào năm 1951. Sau cái chết của Choibalsan năm 1952, lãnh tụ đảng đã có một lăng mộ tương tự như Vladimir Lenin ở Moskva được xây dựng ở khuôn mặt phía Nam của Cung điện để giữ phần còn lại của Sükhbaatar và Choibalsan. Hoàn thành vào năm 1954, Lăng của Sükhbaatar làm nền tảng cho các nhà lãnh đạo đảng và các quan chức cấp cao trong các ngày lễ quốc khánh và ngày 1 tháng 5 cho đến cuộc Cách mạng Dân chủ năm 1990. Trong năm 2005-2006, Lăng mộ của Sükhbaatar bị phá hủy như là một phần của việc tu bổ lại cung điện và được thay thế bằng các tượng đài lớn Genghis Khan, Ögedei Khan và Kublai Khan, hoàn thành vào năm 2006 trong thời gian kỷ niệm 800 năm ngày đăng quang của Thành Cát Tư Hãn. Tượng Thành Cát Tư Hãn được bảo vệ với hai trong số các tướng lĩnh của ông là Mộc Hoa Lê và Bo'orchu.